# Aabenraa (município)
Aabenraa (ou Åbenrå) é um município da Dinamarca localizado na região da Dinamarca do Sul, cuja sede é a cidade de Aabenraa (ou Åbenrå). Até 2006, integrava o condado da Jutlândia do Sul.
O município tem uma área de 129 km² e uma  população de 58904 habitantes, segundo dados de 2015.
A ilha Barsø está situada a noroeste do município, e ligada por serviço de ferry a partir de Løjt Kirkeby.
Fundada em 1240, a sede municipal, Aabenraa, viu-lhe concedido em 1385 o título de cidade pelo Duque de Valdemar. Em 1250 foi construída a Igreja de São Nicolau. Em 1864 foi anexada pela Prússia, na qual permaneceu até 1920. A cidade tem uma importante minoria alemã. O jornal Der Nordschleswiger é editado nesta cidade.